# Carolina Montagne Roux
Carolina Montagne Roux   (París, 30 d'abril de 1851 - Barcelona, 1941) fou una modista catalana.
Tota la família Montagne, formada pel pare, la mare i dues nenes, es va traslladar a Barcelona procedent de París l'any 1859. Tant Carolina com la seva germana Maria eren molt petites quan es van instal·lar a la ciutat comtal. La fundadora de la casa Montagne va ser Maria –o Maria Berta–, que es casà amb Ricard Valentí i Jover el 1877. A la dècada dels vuitanta les dues germanes ja treballaven de modistes, ofici que havien après de la mare i que van compartir al llarg de les seves vides. El 1884 Carolina tenia un pròsper taller al carrer de Santa Anna, fet que va impulsar la seva germana Maria a entrar en contacte amb la parisenca Jeanne Lanvin, que vingué a Barcelona com a garnisseuse de moda. Ben aviat les dues modistes van gaudir del reconeixement de l'elit de la societat catalana, especialment Carolina, a qui se li reconeixia la gran qualitat dels seus dissenys. Entre 1880 i 1915 esdevingué una de les modistes més destacades de Barcelona, especialment durant la dècada de 1890.

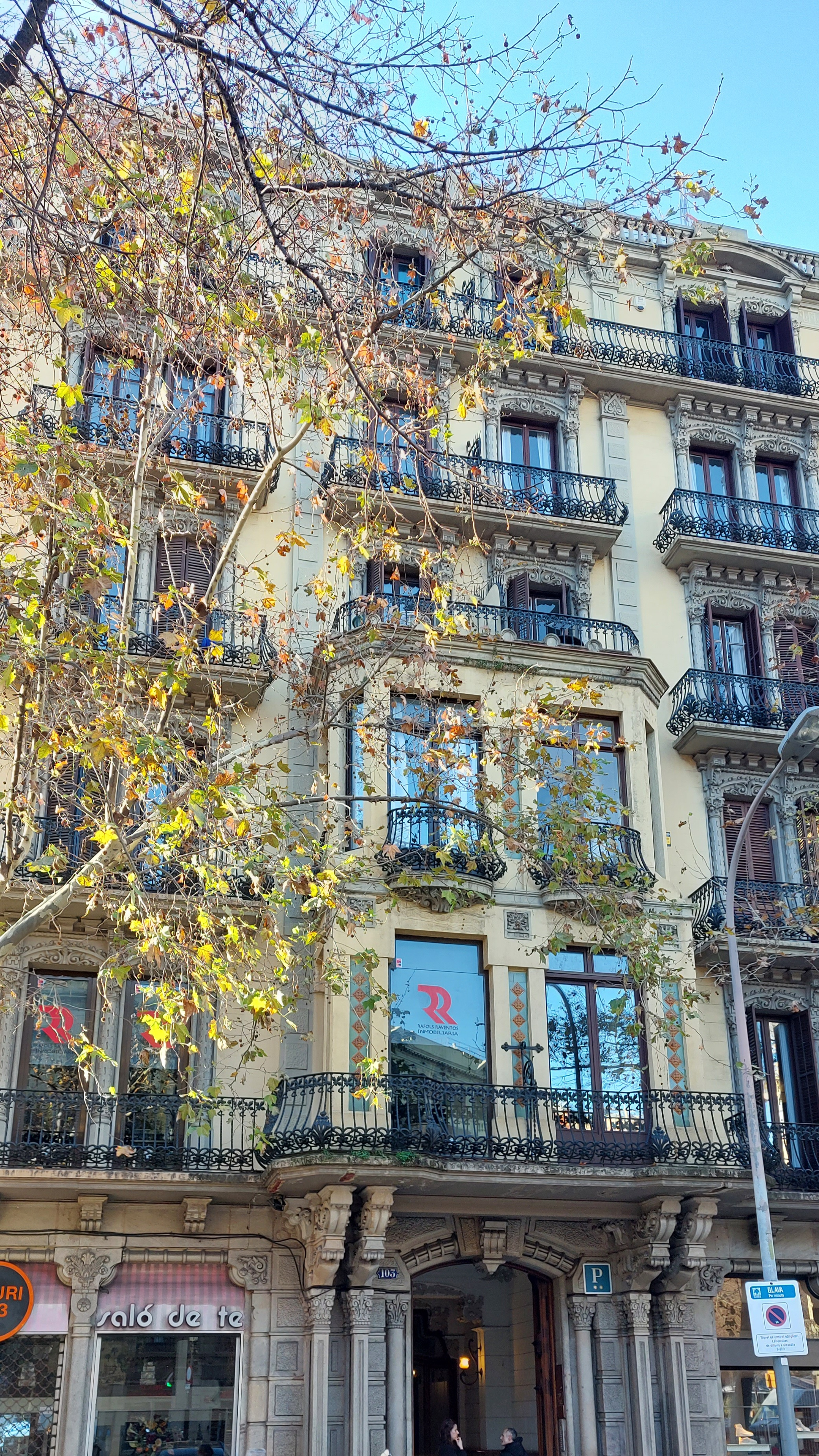
Casa Carolina Montagne, a la rambla de Catalunya, 103, de Barcelona

D'aquesta modista es conserven alguns vestits i cinc cossos sense faldilla. Entre altres, un vestit de tarda de llana de color bordeus dissenyat per a Anna Vidal de Rocamora, format per cos i faldilla amb aplicacions de vellut i llustrins negres, i també un vestit de núvia d'una sola peça per a la senyora Salas. És de crêpe de seda de color d'ivori, amb línia princesa, coll ajustat i mànigues bufades a la part superior i ajustades al puny. La faldilla arrossega per davant i té cua a la part posterior, presenta ornaments a les mànigues i aplicacions de punta de seda del mateix color que el vestit. Algunes d'aquestes peces, que duen l'etiqueta «Carolina Montagne - Barcelona» procedeixen de la col·lecció Manuel Rocamora conservada al Museu Tèxtil i d'Indumentària de Barcelona.
Durant anys Carolina Montagne va tenir el taller al Portal de l'Àngel i més tard, al 1909, es traslladà al número 103 de la rambla de Catalunya, a la cantonada amb el carrer de Provença. Amb això, era ja a l'Eixample barceloní, on havia anat a viure la seva clientela, i on va continuar treballant fins al 1924 amb la seva neboda Dolors Valentí.

## Biografia
Carolina va venir des de França amb la seva família. El seu pare, Charles Montagne, lutier de professió, s'havia traslladat a Barcelona –no se sap la data exactament– atret pel creixement econòmic de la ciutat. El 1859 el consolat General de França a Barcelona va expedir a Charles Montagne un laisser passer perquè viatgés a París, amb la finalitat de trobar-se amb la seva dona i les seves dues filles i emportar-se-les a Barcelona. Carolina Montagne, doncs, va traslladar-se a Barcelona amb la seva mare, Anne Roux, modista nascuda a París, el seu pare, i la seva germana Maria Berta (París,1852-Barcelona, ?). Així doncs, Carolina va anar a viure a Barcelona de ben petita. Segurament, va ser la seva mare, qui els va ensenyar l'ofici. Ara bé, en tot cas, el més probable és que tant la seva formació com la de la seva germana tingués lloc en aquesta ciutat.
La següent informació que tenim de la família és que el 1877 vivien al passatge Colom. A la dècada de 1880 ja es tenen notícies que les dues germanes Montagne, Carolina i Maria, ja estan establertes com a modistes. Maria va ser la fundadora de la Casa Montagne. Les dues germanes treballarien juntes. Els cas de les Montagne no era aïllat, de fet, al llarg del segle xix van aparèixer a Barcelona molts establiments de modisteria on treballaven dones estrangeres, sobretot franceses i italianes. El 1884 Carolina vivia al número 23 del carrer de Santa Anna de la capital catalana, i va ser allí on van instal·lar el seu primer taller. El 1885, la seva germana Maria es va posar en contacte amb Jeanne Lanvin, que va venir com a garnisseuse des modes. Lanvin només tenia 15 anys quan va ser contractada per les germanes Montagne per fer barrets i capells. Jeanne Lanvin aprendria amb les germanes Montagne l'ofici de modista i mantindrien una estreta relació fins al punt que entre els membres de la família l'anomenaven la tante Jeanne. Amb el temps Lavin esdevindria una reputada creadora de moda. Aquesta relació tant personal com professional de la família Montagne amb Lanvin s'allargaria en el temps, ja que Dolors Valentí Montagne, filla de Maria i neboda de Carolina va portar la representació de la Casa Lanvin a Barcelona.
Com en altres àmbits de la societat i la cultura va aparèixer un gust per imitar allò que venia de París. Però de París les modistes catalanes no en van prendre només les formes de vestir, sinó també els processos de confecció. A més, existien diverses revistes dedicades al tèxtil i a la moda que tenien una clara influència francesa, i en alguns casos n'eren traduccions literals. La primera revista de modes que seguia el model francès va ser L'Elegància (1867). Entre els anys 1880 i 1889 hi va haver un auge en la publicació de revistes d'aquest tipus, entre les quals es pot destacar la primera revista de modes escrita en català, Modas y Labors, que era un suplement del Diari Català. Tal com feien les altres modistes, les germanes Montagne van viatjar a París cada temporada per veure les novetats en revistes, teixits i tendències. Aquests viatges a París servien de publicitat a les modistes i els donaven cert prestigi.
El 1895 van traslladar la botiga al Portal de l'Àngel, 14. Quan l'Encarnació Gustà Marani va morir, va deixar en herència 5.000 pessetes a Maria, i va nomenar hereva universal dels seus béns a Carolina. Aquest fet va donar un impuls al negoci de les Montagne.
El 1909 Carolina i la seva neboda Dolors van traslladar la botiga a l'Eixample, a la Rambla de Catalunya, 103. Es tractava del local que feia xamfrà amb el carrer de Provença. Era un fet habitual que negocis de luxe s'hi instal·lessin, ja que la majoria de la seva clientela hi vivia. Sembla que la modista era Carolina, mentre que Dolors s'ocupava dels accessoris, els capells i la indumentària infantil. Algunes de les seves clientes reputades de l'alta burgesia catalana van ser Isabel Llorach i Dolsa, figura important de la vida social i cultural de la ciutat, o Anna Vidal de Rocamora, i la mare de Xavier de Salas Bosch, que va ser director del Museo del Prado entre el 1970 i 1978.
Entre finals del segle xix i la Primera Guerra Mundial –durant la Belle Époque– la Casa Montagne va fer les seves millors creacions, especialment Carolina. El 1915 Dolors Valentí Montagne, filla de Maria Berta, va fer-se càrrec de la botiga de la Rambla de Catalunya. No se sap amb certesa fins a quin any va treballar Carolina Montagne. Es creu que fins a 1924. Després de la Guerra Civil, als anys quaranta, Dolors Valentí Montagne va obrir un negoci de llenceria en una torre del carrer del Rosari, 8, on vivia la família Montagne-Valentí. El 26 de desembre de 1941 Carolina va morir-hi.
Les germanes Montagne van formar part de les modistes reconegudes, que es dedicaven a la confecció a mida, tenien una clientela amb poder adquisitiu elevat, i van obrir una boutique en carrers importants de Barcelona. Cal advertir que aquest tipus de modista es diferenciava d'un altre grup de modistes anònimes que treballaven a preu fet, sovint en males condicions, i que tenien una clientela més modesta.
No va existir en aquella època a Catalunya alta costura, les modistes es limitava a copiar models i figurins vinguts de França per satisfer el gust de la burgesia que volia vestir a la moda. Malgrat això les germanes Montagne formen part d'una generació de modistes pioneres perquè van introduir l'element de la creació personal en la producció de moda catalana. Val a dir que el referent francès sempre va ser present en les seves peces i que el marge d'innovació era molt petit, però els orígens de l'alta costura a Catalunya es troba en la tasca de les modistes de final del segle xix.

## Peces conservades
Avui dia es conserven algunes peces de Carolina Montagne. Com ja hem dit, una de les clientes de Montagne van ser Anna Vidal de Rocamora, mare de Manuel de Rocamora i Vidal, que amb el temps va formar una col·lecció que avui en dia es conserva al Museu Tèxtil i d'Indumentària de Barcelona. En el seu fons es conserven alguns peces de roba fetes per Carolina: cinc cossos sense les respectives faldilles i alguns vestits, que s'han pogut identificar gràcies a l'etiqueta. Carolina Montagne etiquetava els seus vestits tal com ho feien les cases de modes de París i les modistes de l'època. Les etiquetava en una cinta acanalada de seda a l'interior del cos del vestit sobre la cotilla. En aquesta etiqueta apareixia el seu cognom i la ciutat: «Carolina Montagne-Barcelona» o «Montagne-Barcelona». En alguns documents de l'època on apareixen citades les dues germanes Montagne es van castellanitzar els noms i el cognom. Així de vegades trobem Carolina, documentada com «Mme. Montaña» o bé «Carolina Montaña».
El vestit de tarda de Carolina Montagne està datat entre 1898 i 1899. Es tracta d'un cos i una faldilla separats que eren de Anna Vidal de Rocamora. És una peca representativa del modernisme tèxtil de finals del segle xix. Es tracta d'un cos fluix al davant, que té el cos ajustat i la faldilla té forma de corol·la, formes de la indumentària pròpies del modernisme. Per altra banda té tocs d'inspiració neomedieval, sobretot a la part de la màniga ajustada amb cisa frisada alta i puny en punxa que cobreix part de la mà. Destaca també l'acabat de la part inferior de la faldilla on hi ha una franja de tafetà de seda, posat per protegir la llana de la faldilla, i que fa un so característic en fregar amb el terra.
El vestit de núvia està datat entre 1899 i 1900 i va pertànyer a la Sra. De Salas. Era un vestit molt elegant amb les formes corbades pròpies que el vestit modernista tindrà a la dècada del 1900. És un vestit fet d'una sola peça del tipus de «línia princesa»: té un coll alt ajustat, mànigues molt amples ajustades al puny, i el cos brusat al davant. La faldilla té una cua a la part posterior. És un vestit fet amb teixits rics com la seda ivori, tul, o tires de crepé frisades.

## El vestit femení durant el Modernisme
La moda modernista es va estendre durant la darrera dècada del segle xix. Cal ressaltar que tot i que el Modernisme català va ser un moviment artístic de gran importància, la moda durant el Modernisme va rebre una gran influència de París. La indumentària femenina d'època modernista es divideix en dues etapes: la primera té lloc entre 1890 i 1900, i la segona comença amb l'inici de segle.
La primera etapa va ser molt important pel que fa al vestit femení, ja que es va introduir un canvi. El vestit portava encara la cotilla, però es va eliminar el polisson. Aquesta innovació va fer que la silueta femenina resultés més esvelta. En primer lloc triomfa la línia corba modernista. Va ser a partir de 1891 que hi ha les primeres manifestacions del vestit modernista: va desaparèixer el polisson, la faldilla es va fer estreta, i al darrere acumulava molt de volum gràcies als plecs. A partir de 1895 la faldilla va prendre forma de campana o de corol·la i es portaven les mànigues de fanal. Els colls eren alts i ajustats, i se sostenien per barnilles interiors. En aquesta dècada els elements modernistes dels vestits són els brodats, les aplicacions i les puntes, és a dir, els elements que decoren, i no el vestit en si. El vestit sastre, inventat per l'anglès Redfern el 1886, va comportar una simplificació del vestit, i una consegüent extensió d'aquesta peça entre les classes menestrals.
La segona etapa va estar influenciada per l'Exposició Universal de París de 1900. La línia sinuosa també va imperar en el món de la moda: així la dona portava una cotilla que oprimia el ventre i els malucs i que potenciava el pit, i els vestits s'allargaven a través de la cua, tant els de dia com els de nit, per ressaltar la línia sinuosa. A partir d'aquesta època el vestit busca el moviment. Els brodats tindran gran importància per donar sensació de moviment, és per això que van ser uns elements decoratius amb molta presència: podien ser de llanes o sedes i s'utilitzaven per decorar vestits de llana o de nit. La majoria del brodats eren de tema floral. A més en alguns vestits de nit van incloure brodats de pedreria, fets amb vidres o perles falses. El vestit de línia princesa, és a dir, d'una sola peça, va tenir molt d'èxit, sobretot per lluir-lo de nit i en cerimònies. En segon lloc apareix l'anomenat vestit de reforma, que era una túnica que feia descansar el pes del vestit en les espatlles i no tenia cotilla, proposat per les feministes i els metges. No va ser acceptat per la moda oficial però sí per les elits artístiques.
Les llanes, sedes, el tul i la gasa van ser les teles pròpies del modernisme, però sempre recoberts de brodats i puntes. La punta d'Irlanda de ganxet era una aplicació del vestit que li conferia moviment quan la dona caminava.